# Ulica Kępna w Warszawie

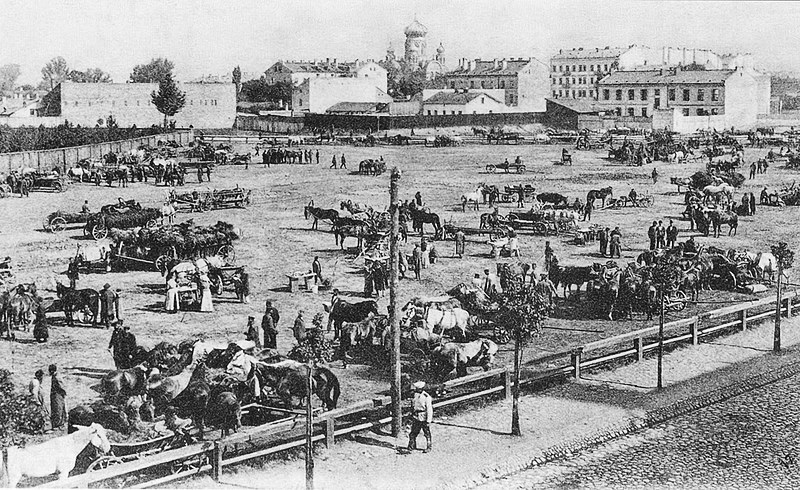
Targ koński na Pradze, widok od strony ul. Kępnej, ok. 1899

Ulica Kępna – ulica w dzielnicy Praga-Północ w Warszawie.

## Historia
Ulica zaliczana jest do najstarszych ulic Pragi.Plan Macieja Deutscha z roku 1765 ukazuje ją jako ulicę biegnącą od Wisły do ul. Targowej. Po jej południowej stronie znajdował się rynek miasteczka Skaryszew, którego teren zajął w okresie międzywojennym Port Praski; po przeciwnej stronie, w pewnym oddaleniu, biegła równolegle ulica Niewinna skasowana w roku 1807. Przy Słodowej, jak zwano wtedy Kępną, znajdowało się wtedy 13 drewnianych domów i drewniana chata; nieliczne wolne place rozciągały się tuż nad Wisłą. Nazwa ulicy związana jest z licznymi kępami na Wiśle, a pośrednio prawdopodobnie również z Saską Kepą.
Po Rzezi Pragi w roku 1794 zmieniono lokalizację drugiego placu targowego, leżącego w kwartale dzisiejszych ulic: Jagiellońskiej, Okrzei, Targowej i nieistniejącej Niewinnej; po przenosinach znalazł się on pomiędzy Niewinną i Słodową (dzisiejszą Kępną).
W roku 1796 drewniana zabudowa znajdowała się po obu stronach ulicy i liczyła około 30 domów; wszystkie zostały wyburzone w roku 1807 w związku z budową napoleońskich fortyfikacji Pragi.
W roku 1817 Jakub Kubicki opracował plan regulacji ulic dzielnicy, który zakładał odtworzenie ulicy Słodowej i przedłużenie jej poza linię ul. Targowej. Planu tego nie zrealizowano; w roku 1839 rozpoczęto za to wieloletnią akcję regulacji i porządkowania targowisk.
Przedłużenie Słodowej za linią dzisiejszej ulicy Jagiellońskiej stanowił w tamtych czasach idealnie prosty kanał odwadniający, biegnący ku rzece. Przed rokiem 1842 Słodową doprowadzono do kształtującej się jeszcze ulicy Szerokiej (dziś: Jagiellońskiej), w następnej dekadzie zaś do brzegu Wisły, który znajdował się mniej więcej na miejscu zachodniej odnogi Portu Praskiego. Nad rzeką Słodowa zbiegała się z Moskiewską, nieistniejącym dziś przedłużeniem ul. Zamoyskiego, jednak środek nowego fragmentu ulicy jeszcze przez pewien czas zajmował dawny kanał, który w międzyczasie stracił połączenie z Wisłą. Obecną nazwę - Kępna - przeniesiono w roku 1864 podczas prac regulacyjnych z niewielkiej uliczki skasowanej w tym czasie; wiodła ona od Moskiewskiej, przez most na kępy wiślane.
W końcu lat sześćdziesiątych XIX wieku na posesji pod nr. 10 zatrzymywali się handlarze bydła z Włodawy i rosyjskich guberni; przyjeżdżali oni na targ w połowie tygodnia, wyjeżdżali w niedzielę. Pod nr. 10 jeszcze przed rokiem 1850 stanął pierwszy dom murowany przy ulicy; jednak jeszcze w późniejszym okresie wciąż wznoszono obiekty drewniane.
Frontowa zabudowa odcinka Moskiewska – Targowa pojawiła się krótko po roku 1890. Spośród wzniesionych w tym okresie obiektów wyróżnia się zachowany do dziś pod nr. 15 dom kowala Ludwika Manitiusa, choć reprezentuje typ peryferyjny, powszechny na terenie Pragi we wczesnym okresie kształtowania się budownictwa czynszowego co trwało do ok. 1905 roku. Bardziej owocny był okres 1907-14; powstała wtedy czynszówka Wolfa Welta u zbiegu z ul. Targową oraz kilka dwu i trzypiętrowych kamienic.
Około roku 1907 rozpoczęto prace nad planowanym przedłużeniem ulicy Kępnej za linię ul. Targowej, do Brzeskiej. Wyburzono w tym celu skrzydło kamienicy Feingenblattów przy Targowej 50, jednak później plan zarzucono.
W latach 1910–11 ulica Kępna otrzymała bruk z kamieni polnych oraz gazowe latarnie, zastąpione w okresie międzywojennym elektrycznymi "pastorałkami".
Zgoła inaczej na tym tle rozwijał się początkowy odcinek ulicy: Kępna biegłą tu przez środek tzw. placu Końskiego, uregulowanego około roku 1864 targu na konie. W roku 1880 przeniesiono go na plac Konstantynowski (plac Weteranów 1863 r.), w roku 1900 na ul. Grochowską.
Rok wcześniej w rejonie ulic Moskiewskiej, Sprzecznej i Kępnej zorganizowano targ trzody chlewnej; po sąsiedzku w okolicy ulic Krowiej, Wrzesińskiej i Namiestnikowskiej (dziś: Sierakowskiego) wybudowano prymitywne jatki mięsne, zastąpione nowoczesną rzeźnią w roku 1925; ulica Kępna w tamtym okresie zaczynała się właśnie od jej posesji.
W latach 1900–10 dla ułatwienia kontroli sanitarnej zwierząt prowadzonych na targ początkowy odcinek Kępnej zagradzały bariery; ostatecznie usunięto je uszczuplając teren targowiska. Posesja między Moskiewską a południową stroną Kępnej należała do miasta; w roku 1929 urządzono tam Giełdę Mięsną, zabudowaną barakami, kramami oraz murowanymi pawilonami od strony Kępnej. W latach 1930 i 1934-35 od ulicy wybudowano budynek Kasy Targowej; na samym terenie giełdy w okresie międzywojennym działały liczne przedsiębiorstwa związane z branżą mięsną, m.in. Bank Handlu i Przemysłu Mięsnego.
W tym czasie także wciąż prowadzono zabudowę końcowego odcinka ulicy: w oficynach wzniesionych około roku 1920 pod nr. 11 działały składy Domu Handlowo-Spedycyjnego, zaś w roku 1928 powstała kamienica u zbiegu z ul. Jagiellońską.
Pod nr. 17A działało od roku 1918 gimnazjum żeńskie Zofii Łabusiewicz, po jej tragicznej śmierci prowadzone przez jej siostry; okres istnienia szkoły upamiętnia tablica pamiątkowa na fasadzie kamienicy.
W okresie okupacji ulica Kępna uniknęła zniszczeń.
12 listopada 1943 na ul. Kępnej róg Jagiellońskiej Niemcy dokonali ulicznej egzekucji grupy więźniów Pawiaka. W latach 50. na znajdującym się tym miejscu murze umieszczono tablicę pamiątkową Tchorka.
Po roku 1945 odebrane właścicielom kamienice uległy daleko posuniętej dewastacji; po roku 1979 usunięto dawne latarnie „pastorałki“.